# 隅の婆様
隅の婆様（すみのばさま）は、江戸時代の怪談集『童子百物語』などに見られる怪談。

## 内容
物語性を伴ったものではなく、山形県米沢地方などで当時行なわれていた肝試し、もしくは一種の民間降霊術ともいうべきものである。
まず4人の者が古寺の座敷などの真っ暗な部屋に集まり、部屋の四隅に1人ずつが座る。次に4人が部屋の中央へと這い出し、お互いの姿が見えない中で各自の頭を撫でながら「一隅（ひとすみ）の婆様」「二隅（ふたすみ）の婆様」と数えていく。
この結果は4人しかいないので頭も4つしかないはずなのだが、何度数えても必ず頭が5つある、というものである。
真っ暗な部屋で4人が隅に位置し、何かの行動を起こすと5人目が現れるという点から、現代の都市伝説にある『スクエア』との関連性も指摘されている。